# Sjipkapas
De Sjipkapas (Bulgaars: Шипченски проход, Sjiptsjenski prochod) is een bergpas door de Balkan in Bulgarije. De pas verbindt Gabrovo met Kazanlak en vormt een van de belangrijkste verbindingen tussen Noord- en Zuid-Bulgarije. De weg van Roese aan de Donau naar Stara Zagora loopt via deze pas. De maximale hoogte van deze pas is 1150 meter.
Gedurende de Russisch-Turkse Oorlog van 1877 tot 1878, vond hier een reeks conflicten plaats die gezamenlijk de Slag om Sjipka of Slag om de Sjipkapas genoemd worden. Ter nagedachtenis aan deze slag, en de uiteindelijke bevrijding van de Bulgaren, zijn hier een monument en een kerk opgericht.
Het Bulgaarse woord sjipka betekent rozenbottel.
In enkele steden zijn in de 19e en 20e eeuw nauwe straatjes of bruggetjes, al dan niet officieel, naar de Sjipkapas genoemd waarvan alleen in Annweiler am Trifels, Rijnland-Palts, Duitsland, nog een locatie met de naam Schipka-Pass bestaat. Naar de chaos tijdens de slag om de Sjipkapas is de wijk Chipka in de Vlaamse stad Aalst, alsmede op enkele plaatsen een (niet meer bestaande) kroeg genoemd.

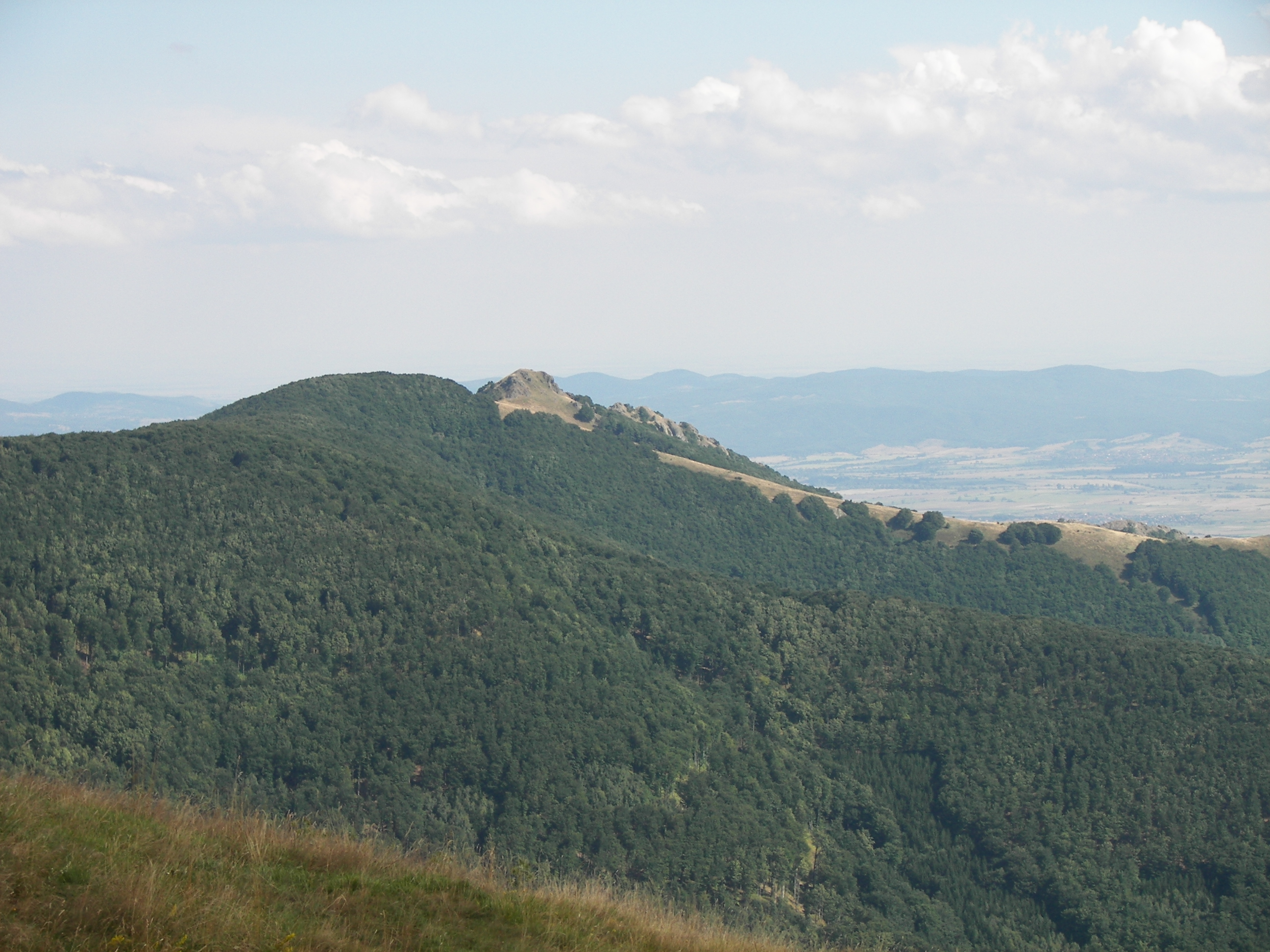
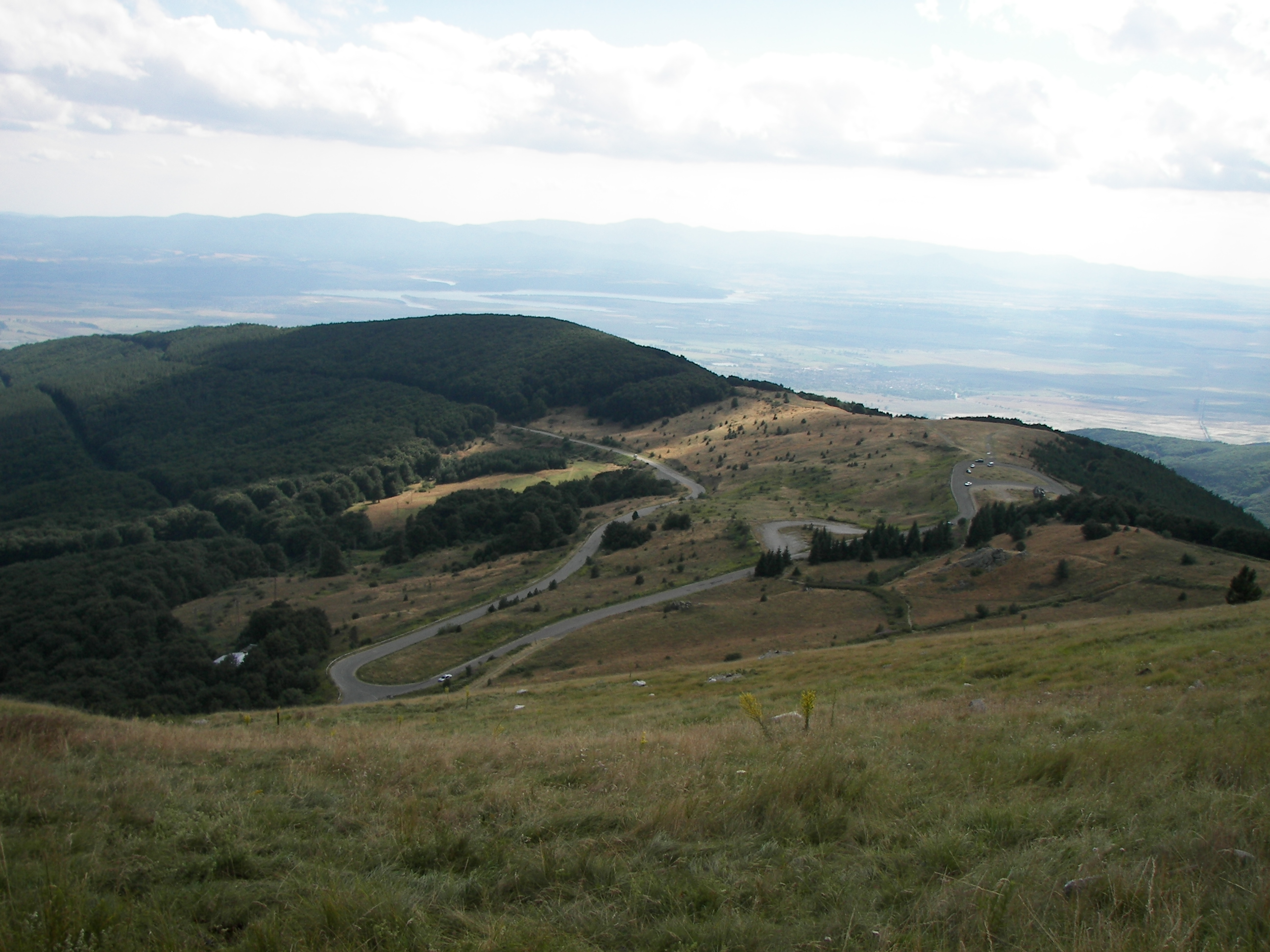
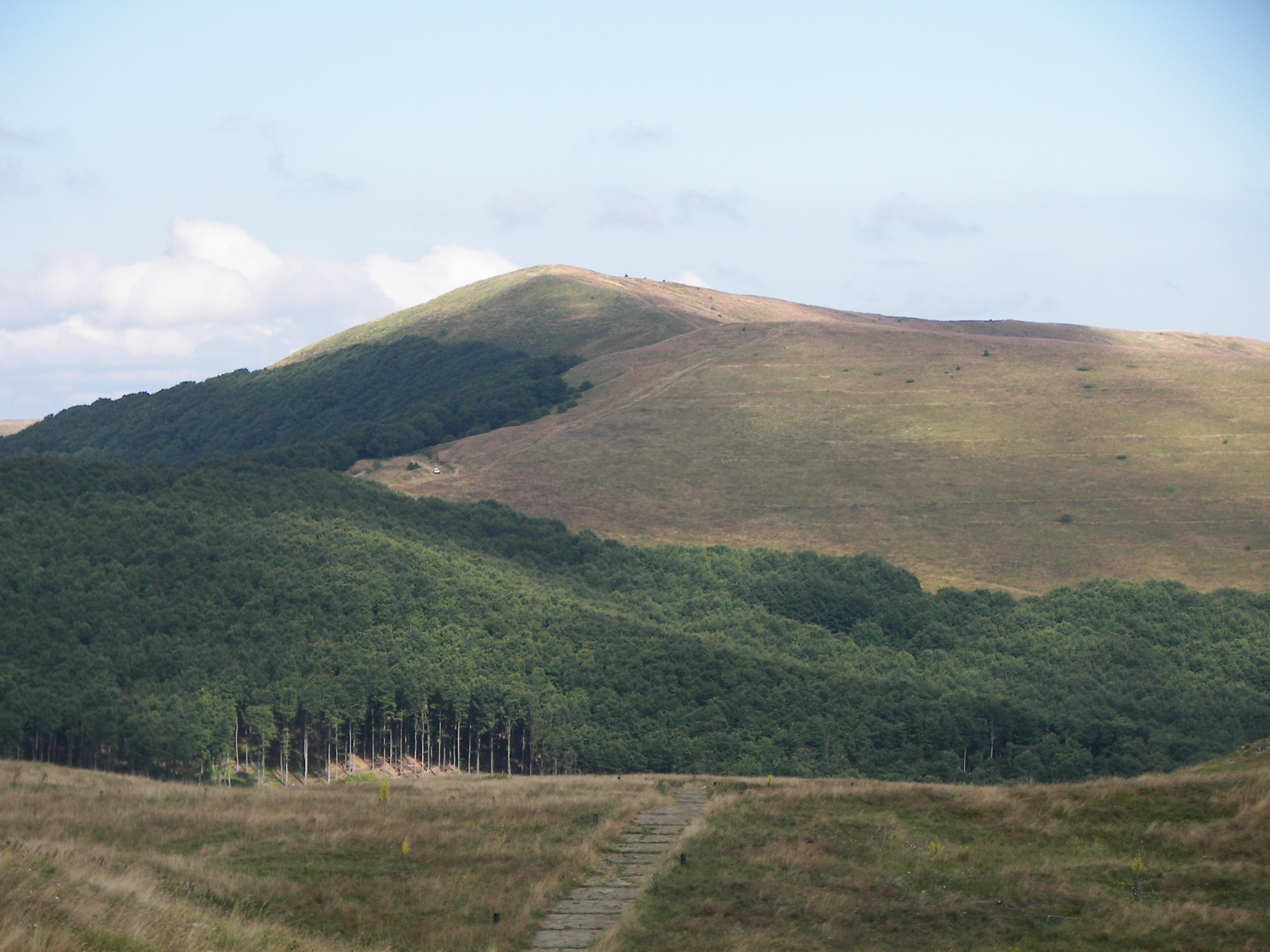
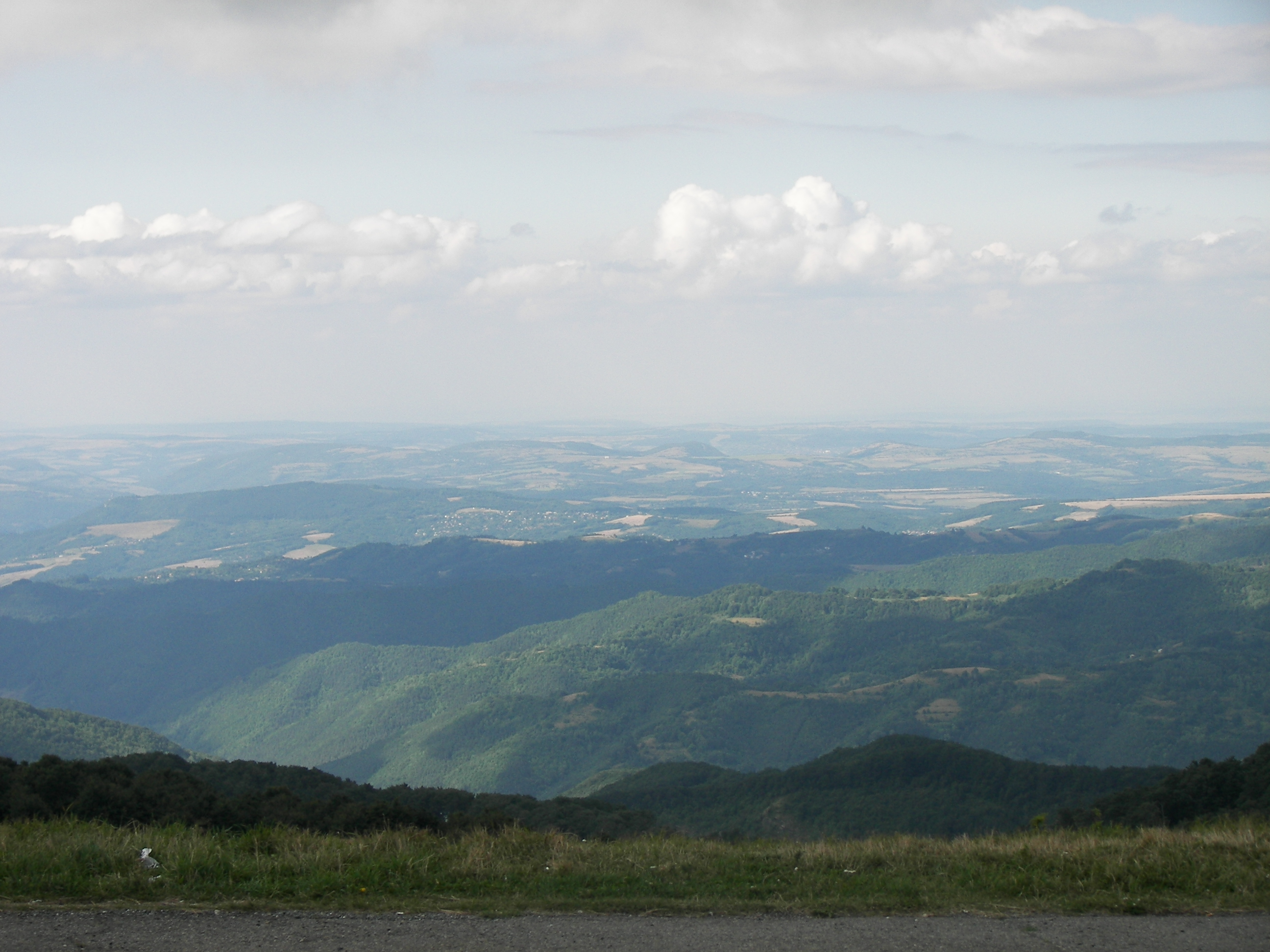